# Namibiana
Namibiana is een geslacht van slangen uit de familie draadwormslangen (Leptotyphlopidae) en de onderfamilie Leptotyphlopinae.

## Naam en indeling
De wetenschappelijke naam van de groep werd voor het eerst voorgesteld door Stephen Blair Hedges, Solny Arnardottir Adalsteinsson en William Roy Branch in 2009. Er zijn vijf soorten, de slangen werden eerder aan andere geslachten toegekend, zoals Stenostoma, Glauconia en Leptotyphlops.
De geslachtsnaam Namibiana betekent vrij vertaald 'wonend in de Namib' en verwijst naar het het verspreidingsgebied.

## Verspreiding en habitat
De slangen komen voor in delen van Afrika en leven in de landen Zuid-Afrika, Namibië en Angola. De habitat bestaat uit droge savannen, droge tropische en subtropische scrublands en koele woestijnen.

## Beschermingsstatus
Door de internationale natuurbeschermingsorganisatie IUCN is aan alle soorten een beschermingsstatus toegewezen. De slangen worden beschouwd als 'veilig' (Least Concern of LC).

## Soorten
Het geslacht omvat de volgende soorten, met de auteur en het verspreidingsgebied.
| Naam                   | Auteur           | Verspreidingsgebied  |
| ---------------------- | ---------------- | -------------------- |
| Namibiana gracilior    | Boulenger, 1910  | Zuid-Afrika, Namibië |
| Namibiana labialis     | Sternfeld, 1908  | Namibië, Angola      |
| Namibiana latifrons    | Sternfeld, 1908  | Angola               |
| Namibiana occidentalis | FitzSimons, 1962 | Zuid-Afrika, Namibië |
| Namibiana rostrata     | Bocage, 1886     | Angola               |